# へびつかい座11番星b
へびつかい座11番星b (11 Oph b) は、M型主系列星の連星であるへびつかい座11番星の周りを公転する太陽系外惑星である。
へびつかい座11番星bは、後述の2MASS J21265040-8140293が発見されるまでは最も公転周期の長い惑星であった。公転周期は約2000年であると推定されているが、これには±1000年の誤差があるとされる。また、質量は木星質量の21倍と、褐色矮星の下限である13倍を超えているため、惑星ではない可能性がある。
2016年には、へびつかい座11番星bをはるかにこえる、公転周期90万年の惑星、2MASS J21265040-8140293が発見された。しかし、2MASS J21265040-8140293も木星の11.6倍から15倍の質量を持つため、褐色矮星である可能性もある。褐色矮星の下限を下回っている中で（すなわち惑星である可能性が高い中で）最も公転周期が長いのはフォーマルハウトbの876.7年である。